# Баталья (Пиауи)

Баталья на карте штата.

Баталья (порт. Batalha) — муниципалитет в Бразилии, входит в штат Пиауи. Составная часть мезорегиона Север штата Пиауи. Входит в экономико-статистический микрорегион Байшу-Парнаиба-Пиауиенси. Население составляет 25 774 человек на 2010 год. Занимает площадь 1588,901 км². Плотность населения — 16,22 чел./км².

## Демография
Согласно сведениям, собранным в ходе переписи 2010 г. Национальным институтом географии и статистики (IBGE), население муниципалитета составляет:
| Полное население                               | Полное население                               | Полное население                               | Полное население                               | 40 774 |
| ---------------------------------------------- | ---------------------------------------------- | ---------------------------------------------- | ---------------------------------------------- | ------ |
| в том числе:                                   | Городское население                            | 24607                                          | Процент городского населения, %                | 37,27  |
|                                                | Сельское население                             | 11 167                                         | Процент сельского населения, %                 | 62,73  |
|                                                | Мужское население                              | 15 048                                         | Процент мужского населения, %                  | 49,11  |
|                                                | Женское население                              | 17 726                                         | Процент женского населения, %                  | 51,38  |
| Плотность населения, чел/км²                   | Плотность населения, чел/км²                   | Плотность населения, чел/км²                   | Плотность населения, чел/км²                   | 16,22  |
| Население муниципалитета в % к населению штата | Население муниципалитета в % к населению штата | Население муниципалитета в % к населению штата | Население муниципалитета в % к населению штата | 0,83   |

По данным оценки 2016 года, население муниципалитета — 43 331 житель.

## История
Город основан в 1712 году.

## Статистика
- Валовой внутренний продукт на 2003 год составляет 33 695 899 реалов (данные: Бразильский институт географии и статистики).
- Валовой внутренний продукт на душу населения на 2003 год составляет 1324,94 реалов (данные: Бразильский институт географии и статистики).
- Индекс развития человеческого потенциала на 2000 год составляет 0,553 (данные: Программа развития ООН).